# El Tejar (Panama)
El Tejar è un comune (corregimiento) della Repubblica di Panama situato nel distretto di Alanje, provincia di Chiriquí. Si estende su una superficie di 36,5 km² e conta una popolazione di 1.961 abitanti (censimento 2010).